# 費城兒童醫院
費城兒童醫院（Children's Hospital of Philadelphia）是美國賓夕法尼亞州費城一所擁有516張病床的兒童醫院，也是美國最古老、最大型的兒童醫院之一。它是《美國新聞與世界報導》與《雙親》評價最高的兒童醫院之一，2012年時在許多專業科目方面被評為全美第一。費城兒童醫院是賓夕法尼亞大學派瑞曼醫學院的教學醫院之一。
費城兒童醫院擁有516張病床，其中40%分配給新生兒、心臟病患者與兒童病患。該院每年約收治28,000名病童與1,167,000名門診和急診患者。

## 兒童濱海院
兒童濱海院（Children's Seashore House）創立於1872年，原址位於紐澤西州大西洋城，提供兒童復健治療場所。該院在1990年搬到費城兒童醫院隔壁，1998年起接受兒童醫院資助，那時它有45張病床。

## 外部連結
- 費城兒童醫院的官方網站 （页面存档备份，存于） （英文）

39°56′53″N 75°11′38″W / 39.948°N 75.194°W